# سفيند هيلج هانسن
سفيند هيلج هانسن (بالدنماركية: Svend Hansen)‏ هو مجدف دنماركي، ولد في 13 سبتمبر 1930 في لولاند في الدنمارك.

## وصلات خارجية
- سفيند هيلج هانسن على موقع الاتحاد الدولي للتجديف (الإنجليزية)
- سفيند هيلج هانسن على موقع أوليمبيديا (الإنجليزية)